# François II de Longueville
Pour les articles homonymes, voir François II.
François II de Longueville né vers 1481 et décédé le 15 février 1513 à Châteaudun, duc de Longueville, est un puissant gentilhomme français issu d'une branche bâtarde capétienne, les Orléans-Longueville.

## Biographie
Petit-fils du célèbre comte de Dunois, fils de François Ier d'Orléans-Longueville et d'Agnès de Savoie , il hérite des titres de son père à sa mort en 1491 : comte de Longueville, de Montgommery et de Dunois, comte de Tancarville et vicomte de Melun.
Il accompagne le roi Charles VIII à la conquête du royaume de Naples et suit le roi Louis XII en Italie en 1502.

Il commande également l'arrière-garde lors de la bataille d'Agnadel.
Il obtint la charge de grand chambellan de France (1504–1512) et de gouverneur de Guyenne. Il épousa le 6 avril 1505 Françoise d'Alençon (1490-1550), belle-sœur du prince François. Ils eurent deux enfants, morts prématurément :
- Renée (1508 † 1515), comtesse de Dunois
- Jacques (1511 † 1512).

En mai de cette même année 1505, François fut élevé duc de Longueville par le roi Louis XII lorsque la terre de Longueville fut érigée en duché.
Après le décès de François de Longueville, le titre de duc demeura vacant de 1513 à 1515, année où Louis d’Orléans, frère cadet de François, qui était depuis 1504 comte de Neuchâtel, réclame l'héritage de son frère et de sa nièce. Françoise d'Alençon (qui devait survivre 37 années à François de Longueville) se remaria avec Charles IV de Bourbon, duc de Vendôme.
François II d’Orléans fut inhumé dans la basilique Notre-Dame de Cléry-Saint-André, comme l'avait été avant lui le roi Louis XI en 1483.